# Monika Bejnar
Monika Bejnar (* 10. März 1981 in Tarnów) ist eine polnische Sprinterin.
Als Sechste der Halleneuropameisterschaften 2005 im 400-Meter-Lauf und Vierte im 200-Meter-Lauf bei den Europameisterschaften 2006 in Göteborg hat Monika Bejnar gezeigt, dass sie auch in Einzelrennen zur europäischen Spitze gehört. Ihre großen Erfolge konnte sie allerdings mit der polnischen 4-mal-400-Meter-Staffel erzielen:
- 2003: Platz 5 Weltmeisterschaften in Paris/Saint-Denis
- 2004: Platz 4 Hallenweltmeisterschaften in Budapest
- 2004: Platz 5 Olympische Spiele in Athen
- 2005: Platz 2 Halleneuropameisterschaften
- 2005: Platz 4 Weltmeisterschaften in Helsinki
- 2006: Platz 4 Hallenweltmeisterschaften in Moskau
- 2006: Platz 3 Europameisterschaften in Göteborg

Monika Bejnar ist 1,73 Meter groß und wiegt 57 kg. Ihre Bestzeiten sind 22,91 Sekunden über 200 Meter und 51,68 Sekunden über 400 Meter.